# Campigny, Eure
 Campigny là một xã thuộc tỉnh Eure trong vùng Normandie miền bắc nước Pháp.